# Ștefan Tanasă
Ștefan Tanasă (n. 2 decembrie 1990, Iași, România) este un deputat român, ales în 2024 din partea USR. De profesie inginer, ocupă din anul 2021 funcția de președinte al filialei județene a partidului politic Uniunea Salvați România (USR) Iași. În perioada martie 2021 - septembrie 2021 a ocupat funcția de subprefect al Județului Iași.

## Biografie
Și-a obținut diploma de inginer energetician în anul 2014, continuându-și studiile până în anul 2016 când a absolvit și două programe de studii universitare de masterat, respectiv „Managementul Energiei și Mediu” la aceeași facultate unde a urmat studiile universitare de licență, dar și „Criminalistică” la Facultatea de Drept a Universității „Alexandru Ioan Cuza” din Iași.

## Activitate politică
Ștefan Tanasă a fost manager de proiect timp de 2 ani (perioada 2018 - 2020) în cadrul USR.
La alegerile locale ce au avut loc în anul 2020 a obținut mandatul de consilier județean la nivelul Consiliului Județean Iași din partea Alianței USR - PLUS. În timpul mandatului de consilier, a deținut calitatea de lider de grup al consilierilor județeni USR din cadrul Consiliului Județean Iași.
În martie 2021, Tanasă a demisionat din funcția de consilier județean. În perioada martie 2021 - septembrie 2021 a ocupat funcția de subprefect al județului Iași, fiind cel mai tânăr subprefect pe care l-a avut Iașul.
Din vara anului 2021 ocupă funcția de președinte al filialei județene USR Iași. La alegerile parlamentare din anul 2024 a fost deputat în circumscripția electorala nr. 24 Iași și face parte din Comisia pentru apărare, ordine publică și siguranță națională.